# 满都海哈屯

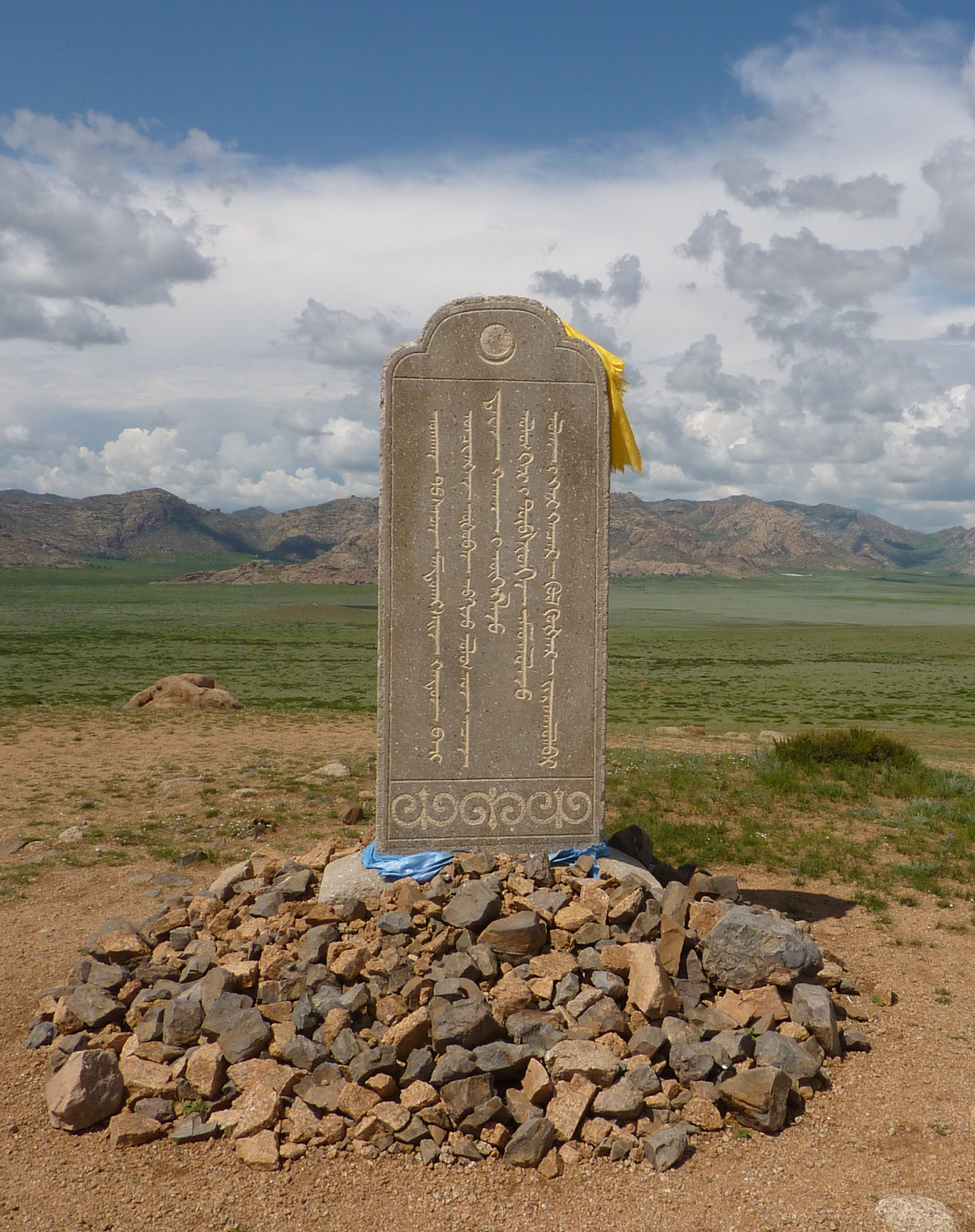
满都海哈屯的纪念碑

滿都海哈屯（1448年—1510年），又稱賢者滿都海、滿都海皇后，哈屯即皇后的意思，綽羅斯氏，為满都鲁的妻子，後又嫁給达延汗。她是蒙古汗國復興的核心人物，蒙古会盟制度（楚固拉干）的建立者。

## 生平
滿都海的父親名為綽羅斯拜特穆爾（Chorosbai-Temur），是土默特恩库特部（汪古部）领主，曾任也先的丞相。她出生的地點有兩個說法，一是生於新疆东部哈密附近，另一個說法則是生於呼和浩特附近的土默川平原。
她的父親將她嫁給蒙古大汗满都鲁，成為他的第二位妻子。生下博罗克沁、伊锡克二公主。1479年，满都鲁死后，她拒绝科尔沁部领主乌讷博罗特的求婚。33歲的满都海拥立满都鲁侄孙巴彦蒙克之子巴图蒙克为大汗，就是达延汗。自己也改嫁给了7歲的侄曾孙达延汗。
达延汗年幼时，满都海被授予“彻辰”称号，摄政。杀死觊觎汗位的太师亦思马勒，使汗庭重新团结。废除了自元帝國沿袭的太师、太尉、太傅、太保、少师、平章、知院等官职。恢复成吉思汗时代的济农、诺颜。她主持军政，与明朝互市，两次出兵击败瓦剌。《蒙古源流》中這樣記載「聰睿之滿都海徹辰夫人，髻其垂髫之髮，以皮橐載國主達延汗，自為前部先鋒，攻伐四衛拉特，戰於塔斯博爾圖之地，大加擄獲焉」。1487年，16岁的达延汗开始亲政，满都海哈屯为达延汗养育了七个儿子：图鲁博罗特（《俺答汗传》《黄金史纲》等记载其无嗣）、乌鲁斯博罗特（察哈尔部的始祖）、巴尔斯博罗特（济农部、土默特部的始祖）、阿尔苏博罗特（多伦土默特部的始祖）、阿尔楚博罗特（巴林部、扎鲁特的始祖）、斡齐尔博罗特（克什克腾部的始祖）、格哷博罗特。